# Phyllachora uberata
Phyllachora uberata är en svampart som beskrevs av Sacc. 1913. Phyllachora uberata ingår i släktet Phyllachora och familjen Phyllachoraceae.   Inga underarter finns listade i Catalogue of Life.